# Dębce
Dębce – kolonia w Polsce położona w województwie zachodniopomorskim, w powiecie gryfińskim, w gminie Gryfino, nad Odrą Wschodnią.
W latach 1975–1998 miejscowość administracyjnie należała do województwa szczecińskiego.
Dębce to niewielka osada położona nad Odrą Wschodnią na wale ziemnym oddzielającym mokradła od rzeki. Początki wsi datuje się na wiek XVIII i wiąże z wybudowaniem w tym czasie dworu i folwarku. W 1945 roku osada została zniszczona. Nie odbudowano kościoła i dworu, pozostał park z XIX wieku w kształcie trójkąta. Na przełomie XIX i XX wieku był powiększany. Rosną tu dęby, buki, jedlice Douglasa.